# غريب في بيتي (فلم)
غريب في بيتى فيلم مصري من إنتاج عام 1982. وقصته مأخوذة من فيلم أمريكي أُنتج عام 1977 اسمه فتاة الوداع.

## قصة الفيلم
تدور أحداث الفيلم حول شحاته أبو كف الذي يهوى كرة القدم، ويحترفها في نادي الزمالك وهو من سكان الصعيد وينزل القاهرة، لأول مره له وتواجهه مشكلة الشقة التي يحلها النادي له، بتوفيرهم شقه مفروشه، ولكن يقوم صاحب الشقة بعملية، نصب محكمة ببيع الشقة له ولسيدة أخرى في نفس الوقت، ويضطر الطرفان للعيش في بيت واحد، وتتوالى الأحداث.

## فريق العمل
- الإخراج: سمير سيف
- التأليف: وحيد حامد
- طاقم التمثيل:

- - سعاد حسني: عفاف عبد الواحد
  - نور الشريف: اللاعب شحاتة أبو كف
  - علي الشريف: المشتري الثالث
  - إبراهيم قدري: المعلم فوزي - السمسار
  - حسين عرابى: رئيس النادي
  - جورج سيدهم: سعد مرزوق (مالك الشقة النصّاب
  - خليل إسماعيل: أحمد سليمان "سمسار الكورة الكويتيه"
  - هياتم: حنان المرأة اللعوب
  - سيد مصطفى: حسام علي
  - صالح الإسكندراني: بواب المدرسة
  - وحيد سيف: فرج - موظف اللوكاندة المشبوهة
  - محمد عتريس: عسكرى قسم الأزبكية
  - محمد أبو داوود: ضابط قسم الأزبكية
  - مؤمن حسن: الطفل أشرف - ابن عفاف
  - عاطف رزق: بسيوني - فراش اللوكاندة المشبوهة
  - نبيلة السيد: كوثر
  - ميمي الشربيني: المعلق ميمي الشربيني (شخصيته الحقيقية)
  - حسن مصطفى: الكابتن علي الناشف مدير الكرة
  - سناء لملوم: مندوبة شركة الدعاية
  - فوزي الشرقاوي: موظف استقبال فندق أطلس الزمالك
  - أحمد الطاهر: مدير الجمعية الإستهلاكية
  - سمير رستم: لاعب بالنادى
  - حسين الشريف: لاعب بالنادى
  - سيف الله مختار: مدبولي تابع علي الناشف
  - محمد لطيف:ا لمعلق محمد لطيف (شخصيته الحقيقية)
  - منصور الجوهري: نزيل البنسيون
  - محمد الرملي: زبون للشقة
  - فايزة عبد الجواد: امرأة في طابور الجمعية

## جدل حول الفيلم
لم يكن نور الشريف المرشح الأوحد لدور اللاعب شحاتة أبو كف; إذ تمت محاولة ترشيح الدور للكابتن محمود الخطيب الذي صرح بنفسه مؤخرًا أنه عندما قام بقراءة السيناريو وحاول تقمص الشخصية أو الدور أمام مرآة منزله أحس بالقلق كونه على وشك الجنون، فاعتذر نهائيًا عن فكرة التمثيل وأسند الدور إلى نور الشريف.

## روابط خارجية
- مقالات تستعمل روابط فنية بلا صلة مع ويكي بيانات